# Andriej Nutrichin
Andriej Władimirowicz Nutrichin (ros. Андрей Владимирович Нутрихин, ur. 20 sierpnia 1973 w Workucie) – rosyjski biegacz narciarski, zawodnik klubu The Rochev's Club.

## Kariera
Po raz pierwszy na arenie międzynarodowej Andriej Nutrichin pojawił 27 stycznia 1996 roku podczas zawodów Pucharu Kontynentalnego w Krasnogorsku, gdzie zajął 59. miejsce w biegu na 15 km techniką klasyczną. W Pucharze Świata zadebiutował kilkanaście dni później, 10 lutego 1996 roku w Kawgołowie, zajmując 59. miejsce w biegu na 15 km klasykiem. Pierwsze pucharowe punkty wywalczył jednak dopiero 3 stycznia 1998 roku w Kawgołowie, zajmując 9. miejsce na dystansie 30 km stylem dowolnym. W klasyfikacji generalnej sezonu 1996/1997 zajął ostatecznie 75. miejsce. Najlepsze wyniki w Pucharze Świata osiągnął w sezonie 2002/2003, który ukończył na 28. pozycji. Wtedy też po raz pierwszy i ostatni w karierze stanął na podium zawodów pucharowych - 8 marca 2003 roku w Oslo był trzeci w biegu na 50 km stylem klasycznym.
Pierwszą dużą imprezą w jego karierze były mistrzostwa świata w Trondheim w 1997 roku, gdzie był osiemnasty w biegu na 30 km stylem dowolnym. Najlepszy indywidualny wynik osiągnął podczas mistrzostw świata w Lahti w 2001 roku zajmując czwarte miejsce na dystansie 50 km techniką dowolną. Walkę o brązowy medal przegrał ze swym rodakiem Siergiejem Krianinem. Czwarte miejsce zajął także w sztafecie na mistrzostwach świata w Val di Fiemme w 2003 roku. W 1998 roku brał udział w igrzyskach olimpijskich w Nagano, zajmując piętnastą pozycję w biegu na 50 km techniką dowolną. W 2007 roku zakończył karierę.

## Osiągnięcia

### Igrzyska olimpijskie
| Miejsce | Dzień     | Rok  | Miejscowość | Konkurencja           | Czas biegu | Strata  | Zwycięzca    |
| ------- | --------- | ---- | ----------- | --------------------- | ---------- | ------- | ------------ |
| 15.     | 22 lutego | 1998 | Nagano      | 50 km stylem dowolnym | 2:05:08,2  | +7:13,7 | Bjørn Dæhlie |

### Mistrzostwa świata
| Miejsce | Dzień     | Rok  | Miejscowość   | Konkurencja             | Czas biegu | Strata   | Zwycięzca           |
| ------- | --------- | ---- | ------------- | ----------------------- | ---------- | -------- | ------------------- |
| 18.     | 21 lutego | 1997 | Trondheim     | 30 km stylem dowolnym   | 1:06:28,2  | +2:47,9  | Aleksiej Prokurorow |
| 17.     | 19 lutego | 2001 | Lahti         | 30 km stylem klasycznym | 1:14:17,9  | +3:09,4  | Andrus Veerpalu     |
| 37.     | 21 lutego | 2001 | Lahti         | Sprint stylem dowolnym  | 3:14,1     | -        | Tor Arne Hetland    |
| 4.      | 25 lutego | 2001 | Lahti         | 50 km stylem dowolny    | 2:05:27,2  | +3:03,1  | Johann Mühlegg      |
| 11.     | 21 lutego | 2003 | Val di Fiemme | 15 km stylem klasycznym | 35:47,5    | +28,6    | Axel Teichmann      |
| 4.      | 25 lutego | 2003 | Val di Fiemme | Sztafeta 4 × 10 km      | 1:31:56,4  | +27,1    | Norwegia            |
| 53.     | 1 marca   | 2003 | Val di Fiemme | 50 km stylem dowolnym   | 1:54:25,3  | +10:41,1 | Martin Koukal       |

### Puchar Świata

#### Miejsca w klasyfikacji generalnej
- sezon 1996/1997: 75.
- sezon 1997/1998: 47.
- sezon 2001/2002: 104.
- sezon 2002/2003: 32.
- sezon 2003/2004: 98.
- sezon 2005/2006: 133.
- sezon 2006/2007: 148.

#### Miejsca na podium w zawodach chronologicznie
| Nr | Dzień   | Rok  | Miejscowość | Konkurencja             | Czas biegu | Pozycja | Strata  | Zwycięzca       |
| -- | ------- | ---- | ----------- | ----------------------- | ---------- | ------- | ------- | --------------- |
| 1. | 8 marca | 2003 | Oslo        | 50 km stylem klasycznym | 2:16:57,5  | 3.      | +1:18,4 | Andrus Veerpalu |